# خط میخی سومری
خط میخی سومری را بیش‌تر پژوهشگران نخستین گونهٔ خط در غرب آسیا می‌شمارند. سومریان (حدود ۳۰۰۰ تا ۲۵۰۰ سال قبل از میلاد) با ابداع خط میخی دوره‌ای را آغاز کردند که به عنوان آغاز خط‌نویسی شهرت دارد و همچنین نخستین مدارک نگارشی بشر که به‌صورت لوح‌های گلین برجای مانده متعلق به تمدن‌های میانرودان است.

## آثار برجا مانده
سرزمین سومریان را همسایگانشان شنعار (Shanar) می‌خوانند در تورات چندین بار مرز و بوم شنعار یاد گردیده (سفر پیدایش باب یازدهم، فقرات ۲–۳). همچنین چندین بار در یک کتیبه از کوروش این دو قوم یاد شده‌اند. مهم‌ترین شهرهای شنعار در جنوب عراق کنونی در دهنه فرات عبارتند از:
- شهر اور که ویرانه آن را امروزه ابوشهرین خوانند.
- شهر اوروک (ارچ) که ویرانه آن را امروزه ورکه می‌گویند.
- از دیگر شهرها می‌توان به اریدو، لارسا، لاگاش، کلنون، نیپور، بور سیپا، مرد، کوته و شمالی‌ترین شهر سرزمین شنعار که کیش نامیده می‌شد و البته شهرهای دیگری که در این نوشتار آورده نمی‌شود.

یکی از کهن‌ترین آثار کتبی که از شنعار به دست ما رسیده متعلق است به یک سده پیش از سومین هزاره پیش از میلاد. برای مثال مسیلیم در سه هزار و یکصد سال پیش از میلاد در شهر کیش پادشاهی داشت. در سرزمین جنوبی عراق کنونی از چهار هزار سال پیش از میلاد به دستیاری سومری‌ها تمدن درخشانی به وجود آمد. کشف آثار در تل‌های شهرهای کهن به‌خوبی ثابت می‌کند که بعدها تمدن بابل و آشور از مصریها آنچنان که سابقاً فکر می‌کردند سرچشمه نگرفته بلکه سرچشمه تمدن آن‌ها از سومری‌ها بوده که تمدن آن‌ها به اقوام سامی نژاد متاخر آن دیار رسید.

## نژاد و زبان‌شناسی
نظر به زبان‌شناسی (فیلولوژی) زبان سومری‌ها آنچنانکه از آثار کتبی خود آنان به ما رسیده با هیچ‌یک از زبان‌های کهن پیوستگی ندارد نه با زبان سامی اکد که همسایه سومر بود نه از زبان غیر سامی ایلام، چنان‌که خود زبان ایلام، سرزمینی که امروزه خوزستان می‌گوییم نه سامی است نه آریایی. همچنین پیوستن نژاد سومری‌ها به نژاد مردمان آسیای صغیر و ارمنستان و قفقاز به هیچ روی پذیرفتنی نیست. با وجود ودا نامه دینی برهمنان و اوستا نامه دینی ایرانیان که هر دو از کهنترین آثار کتبی هستند، نمی‌توان سومری‌ها را شعبه‌ای از آریایی‌ها حتی هند و اروپایی دانست زیرا زبان آن‌ها هیچ پیوندی با سانسکریت و زبان اوستایی و پارسی هخامنشی ندارد.
چون سومری‌ها از حیث نژاد با هیچ‌یک از اقوامی که در تاریخ شناخته شده‌اند پیوندی ندارند و زبانشان با هیچ‌کدام از زبان‌های کهن پیوستگی ندارد می‌توان گفت آنان در سرزمین شنعار منفرد بودند و تمدن خاصی داشتند و خط خاصی برای نوشتن زبان خود بکار می‌بردند همان خطی که بعدها به دستیاری اکدی‌های سامی نژاد تغییراتی یافته و اساس خطوط میخی اقوام دیگر گردید. آنچه مسلم است این است که سرزمین شنعار در سه هزار سال پیش از میلاد مسیح در دست سومری‌ها بوده. آغاز هزاره سوم پیش از میلاد تاریخ برخاستن اکدی‌هاست. سرزمینی که آن‌ها بدست آوردند از پیرامون کویر سوریه تا نزدیکی بغداد کنونی کشیده می‌شد.
[سارگون یکم]] نخستین فرمانروای نامی اکد است که در سال ۲۷۷۵ پ.م، لوگال زگیسی پادشاه سومر را شکست داد. اکدی‌های سامی نژاد همیشه از اقوام دیگر هم نژادشان از سوی سوریه و فلسطین و عربستان تقویت شده و نیرومندتر می‌شدند و بر نفوذ خود در خاک‌های همسایه می‌افزودند اما سومری‌ها که خویشاوندی و پیوندی با هیچ‌یک از همسایگان خود نداشتند رفته رفته از میان رخت بر بستند. البته بسیاری از دانش‌ها از جمله ستاره‌شناسی از سومر برخاست همچنین تقسیم ساعت به شصت دقیقه و تقسیم دقیقه به شصت ثانیه از یادگارهای آنهاست. اثراتی که از دین آن‌ها به بابل و آشور و از دین این دو قوم به بنی اسرائیل رسیده و در تورات بازتاب یافته شایان توجه است.در برخی تحقیقات نیز سومریان را مهاجرینی از سرزمین گیلان شمرده‌اند و تبار آن‌ها را از کاسی‌های گیلان و مازندران می‌دانند.

## انتقال خط به اکدی‌ها
از زمان سارگون یکم که زمان استیلای سامی نژادان است تمدن دیرین سومر نصیب اکدیها گردیده، حتی گروهی از خداوندان سومری با نام و نشان ملی (سومری) نزد آنان پرستیده شد. دسته دسته لغات قضایی و کشوری و دینی و بازرگانی و کشاورزی سومری به زبان سامی اکدی راه یافت. البته چون یک خط از هر قسمی که باشد و از هر کجا که باشد و از هر جا و هر نژادی که به وجود آید سازشی با زبان خود قوم مخترع دارد و چون به جای دیگر انتقال یابد و وسیله نوشتن زبان قوم دیگر گردد باید کم و بیش در آن تصرفی بشود، برخی علامات که نمودار اصوات مخصوص زبانی است در زبان دیگر متروک می‌شود و برای اصوات خاص زبانی که خود به آن‌ها اختصاص دارند علاماتی خاص وضع می‌شود.
ناگزیر این تغییر و تبدیل در خطوط میخی سومری پس از انتقال به اکد روی داد. خط سومری که اساساً اشکالی بوده مانند خط هیروگلیف مصری و علامات خط چینی، پس از چندی ساده شده به صورت اشکالی مانند میخ درآمد و آن اشکال و علامات هر یک از برای سیلاب مخصوص و اندیشه‌نگاشت بکار رفت. با وجود تصرفاتی که در نوشتن زبان اکدی به این خط روی داد باز مقدار زیادی از اندیشه‌نگاشت‌های سومری در خط اکدی به جای ماند. علامات گویای سیلاب‌های زبان اکدی بوده و اندیشه‌نگاشت‌ها که نمودار یک چیز یا یک مفهوم است و نزد اکدی‌ها اشیاء یا معانی را به یاد می‌آورده‌است که به جای آن‌ها لغات اکدی تلفظ می‌کردند نظیر آنچه در پهلوی داریم که به جای کلمات آرامی (هزوارش) کلمات ایرانی به زبان می‌آوریم (یعنی علامت را آرامی می‌نویسیم ولی ایرانی می‌خوانیم یا سومری می‌نویسیم و اکدی می‌خوانیم).

## انتقال به بابلی‌ها و آشوری‌ها
از زمان سارگون یکم خط سومری به دستیاری اکدی‌ها به همه طوایف سامی نژاد و سامی زبان رسید و پس از سپری شدن روزگار اکد و به دوران رسیدن بابلی ها و آشوری ها که تنها با همدیگر تفاوت لهجه داشتند همین خط برای نوشتن زبان‌های سامی آنان به کار رفت. نخستین سلسله پادشاهان بابل که از سال ۲۲۲۵ در جنوب سرزمین شنعار سر کار آمدند و کشور آشور که در میان سال‌های ۱۸۰۰ و ۱۵۰۰ پیش از میلاد در شمال به قدرت رسید، یکی جانشین سومر و دیگری جانشین اکد شد. این دو کشور به نوبه خود از تمدن سومر برخوردار شدند از آن جمله خط است که به واسطه اکدی‌ها به آن‌ها رسیده بود. به ناچار با زبان‌های سامی آنان سازش پیدا کرده و با صدها علامت وسیله کتابت زبان آنان گردید.

## رسیدن به ایلامی‌ها
همچنین خط میخی را ایلامی‌ها که پایتخت آنان شوش بود برای نگارش خود بکار بردند. قدمت آثار کتبی آن‌ها به عهد نارامسین پسر سارگون یکم فرمانروای اکد می‌رسد. سیلاب‌های زبان غیر سامی و غیر آریائی ایلامی‌ها مرکب است از یک حرف بی صدا و یک حرف باصدا. داریوش بزرگ کتیبه بیستون خود را به زبان‌های بابلی و ایلامی نیز نگاشته‌است. در خطوط ایلامی نو که در کتیبه بیستون و کتیبه دیگر هخامنشیان بکار رفته ۱۱۳ علامت که هر یک نمودار سیلاب مخصوصی است بکار رفته‌است.

## انتقال به حتیت‌ها و میتانیها
دست کم در دو هزار سال پیش از میلاد زبان و خط بابلی در خاور میانه رواج داشت. رواج این خط منحصر به سرزمین‌های سامی نژاد و سامی زبان نبود بلکه نزد حتیت‌ها و میتانیها در شمال سوریه و آسیای کوچک نیز رواج یافت و زبان‌های غیر سامی خود را با خط میخی بابلی نوشتند. از سدهٔ نهم پیش از میلاد در کشور کلدانیان در ارمنستان خط میخی آشوری راه یافت و وسیله کتابت زبان آنان گردید. همه خطوط میخی از سومر برخاست چنان‌که الفبایی که امروزه به شکل‌های گوناگون نزد ملل جهان وجود دارد همه از الفبای فینیقی به وجود آمده‌اند. هنگامی که خط میخی در خاورمیانه رواج داشت الفبای فینیقی به دستیاری بازرگانان آرامی به سرزمین‌های آشور و بابل رسید و رفته رفته جای خط میخی را گرفت اما خط میخی در بابل تا یک سده پیش از میلاد مسیح پایداری کرد. پس از آن نیز خط میخی هخامنشی بر پایهٔ همین خطوط اختراع شد.

## جُستارهای وابسته
- زبان سومری
- نیا-فراتی